# Інвертор

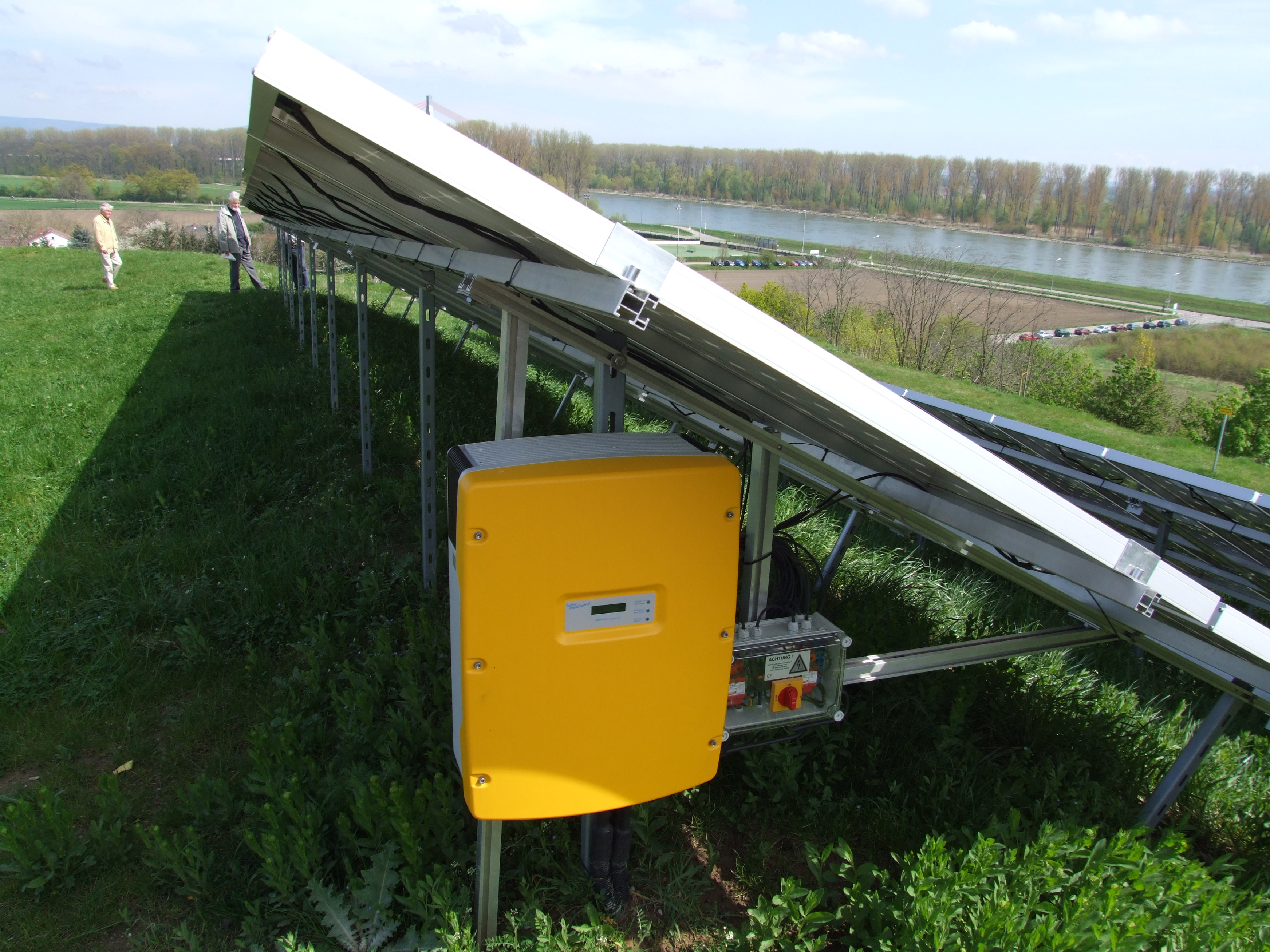
Інвертор на окремій сонячній станції

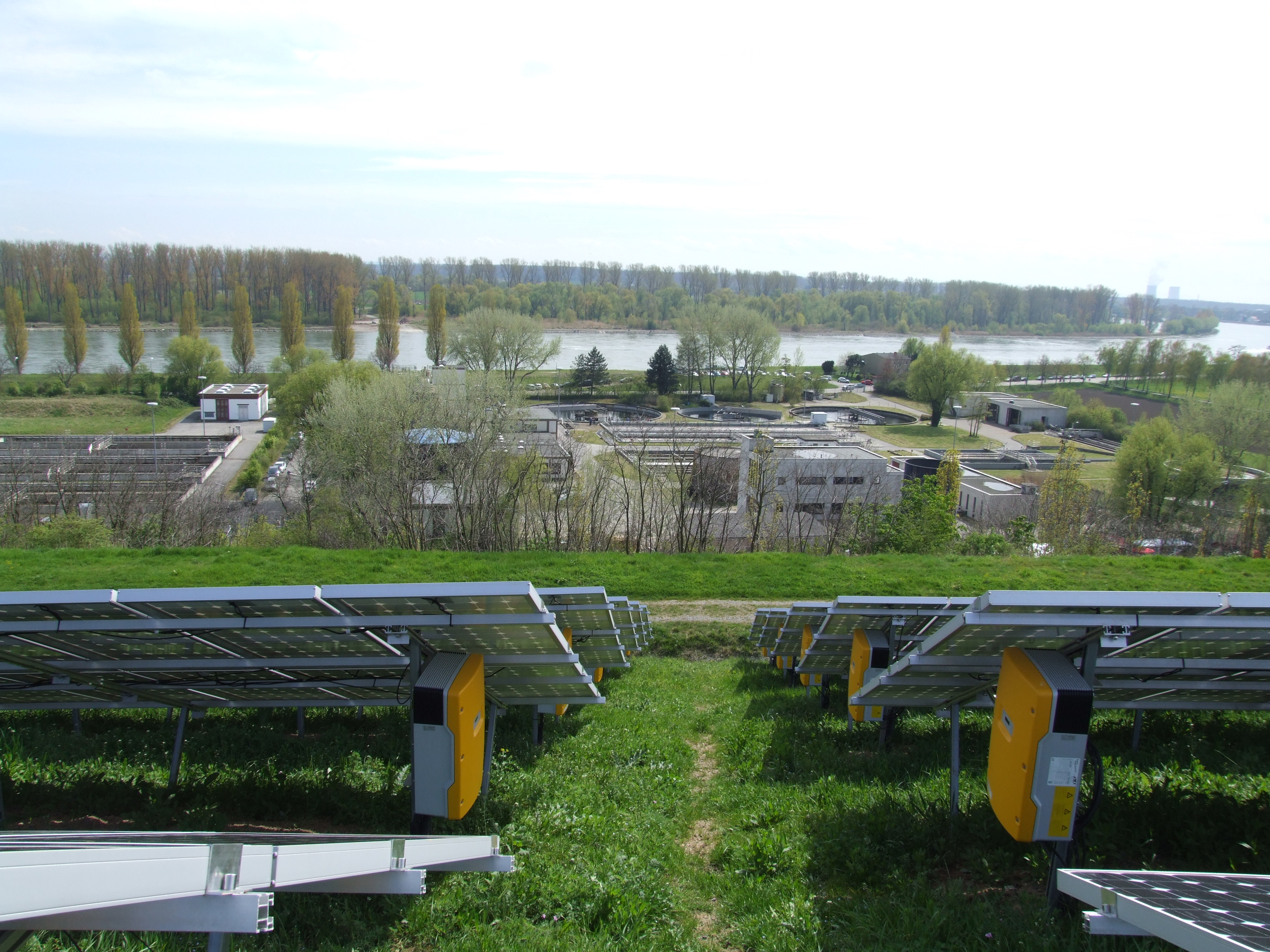
Огляд сонячних інверторів фотоелектричних електростанцій

Інвертор (лат. inverto — повертати, перевертати), це перетворювач постійного струму на змінний однофазний або багатофазний струм, силовий генератор змінного струму. Також інвертор перетворює змінний струм на постійний, наприклад в інверторному кондиціонері чи пральній машині.  
Зазвичай являє собою генератор періодичної напруги, за формою здебільшого наближеної до синусоїди, або дискретного сигналу. Інвертори напруги можуть застосовуватися як окремий пристрій, або входити до складу джерел і систем безперервного живлення пристроїв, електричною енергією змінного струму. Якщо інвертор передає енергію з мережі постійного струму в мережу змінного, частота і напруга в якій вже задані роботою інших генераторів, то його називають залежним (веденим).

## Класифікація інверторів
За способом дії інвертори поділяються на:
- автономні;
- залежні (інвертори, що керуються мережею);

## Класифікація автономних інверторів

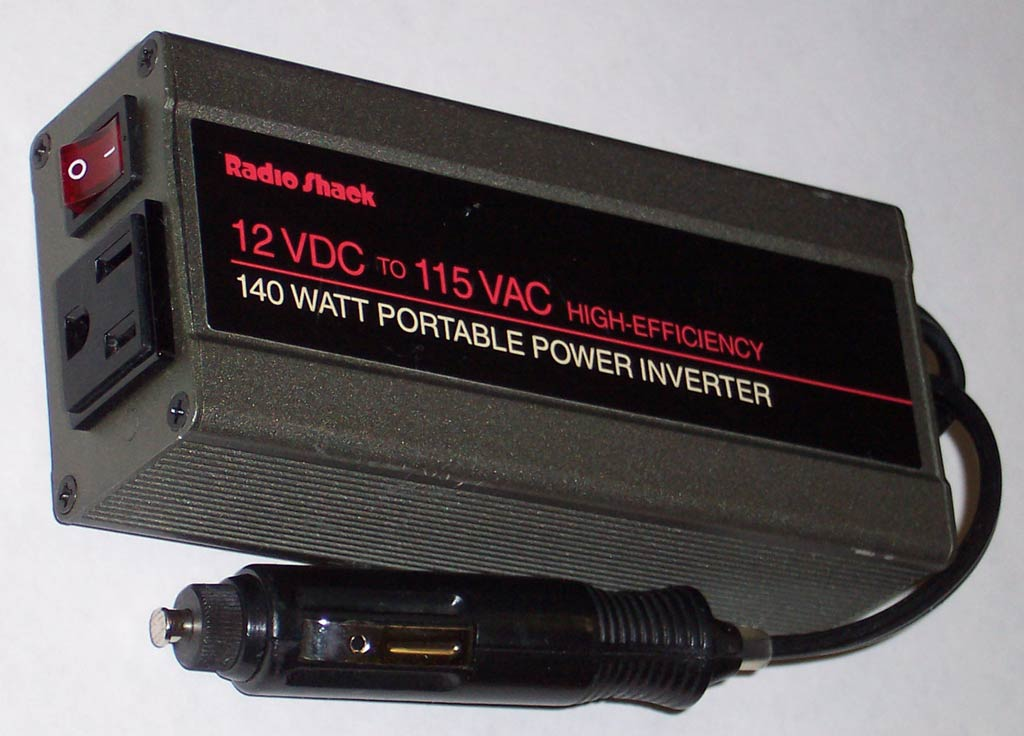
Автомобільний інвертор 12/115 вольт.

Автономні інвертори (АІ) — це перетворювачі постійного струму на змінний, котрі працюють на мережу, в якій немає інших джерел електроенергії. Перемикання вентилів у них здійснюються завдяки застосуванню повністю керованих вентилів або інших пристроїв штучної комутації. Водночас частота напруги на виході АІ, визначається частотою керування, а величина напруги — показниками навантаження і системою регулювання.
Інвертори, що працюють на навантаження, у якому немає інших генераторів, називають автономними. У них струм перемикається особливим пристроєм, частота вихідного струму (напруги) визначається частотою імпульсів керування. Галузі використання автономних інверторів: — для живлення споживачів змінного струму в установках, де як основне або резервне джерело енергії застосовується акумуляторна або сонячна батарея; — у частотному електроприводі змінного струму у складі перетворювача частоти з проміжною ланкою постійного струму; — в електротехнології як джерело змінного струму підвищеної частоти; — в електроенергетиці з особливими джерелами живлення як активні фільтри, компенсатори реактивної потужності та потужності викривлення. Залежно від побудови схеми, розрізнюють однофазні, двофазні, трифазні і багатофазні інвертори, залежно від кількості рівнів напруги джерела постійного струму, дво- і багаторівневі інвертори.
Автономні інвертори (АІ) класифікуються за такими ознаками.
- За видом вхідного струму або напруги АІ поділяються на  :
  - автономні інвертори струму (АІС).
  - автономні інвертори напруги (АІН).
  - резонансні (коливальні) автономні інвертори (РАІ).
- За вентилями, що використовуються, АІ поділяються на  :
  - АІ на вентилях з неповним керуванням (звичайних тиристорах та симісторах);
  - АІ на вентилях з повним керуванням (транзисторах і запірних тиристорах);
- За способом комутації АІ на незапірних тиристорах поділяються на  :
  - АІ з одноступеневим перемиканням, в яких з'єднання здійснюється за допомогою комутувальних конденсаторів основними вентилями схеми без застосування додаткових тиристорів;
  - АІ з двоступеневою комутацією, в яких для з'єднання застосовуються спеціальні комутувальні вентилі.
- За місцем увімкнення комутувальних конденсаторів АІ з одноступеневим перемиканням поділяються на :
  - паралельні АІ (комутувальні конденсатори увімкнені паралельно навантаженню);
  - послідовні АІ (комутувальні конденсатори увімкнені послідовно з навантаженням).

## Автономні інвертори струму

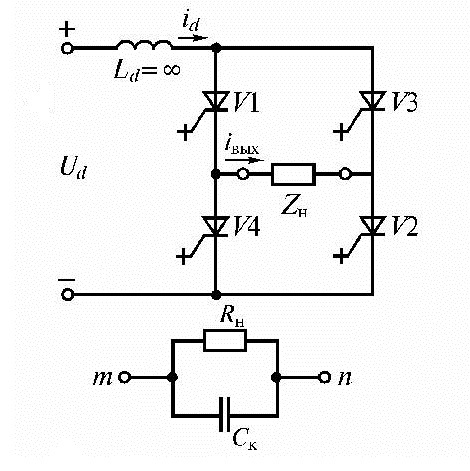
Рис.1. Автономний інвертор струму

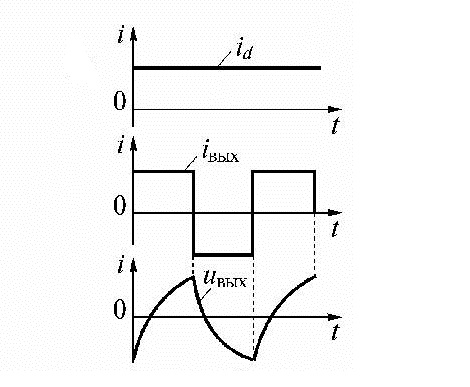
Рис.2. Діаграми напруги та струму при роботі АІС

Автономний інвертор струму(АІС) утворює в навантаженні струм, а форма напруги визначається параметрами навантаження. У схемі АІС використовуються як цілком керовані, так і напівкеровані ключі з однобічною провідністю. Комутація тиристорів, що не вимикаються за колом керування, здійснюється примусово з використанням попередньо зарядженого конденсатора як джерела зворотної напруги.
Особливості АІС:
1. Джерело постійного струму працює в режимі генератора струму. Для цього у вхідне коло АІС вмикається реактор (дросель) з достатньо великою індуктивністю L, що не дає змінюватись струму (струм на вході АІС незмінний). Окрім того, реактор виконує призначення фільтру вищих гармонік. Водночас завдання ключів схеми — почергове перемикання напрямку струму на виході.
2. Вихідне коло повинно допускати зміну струму стрибком, тобто мати властивості джерела напруги. Зазвичай це досягається увімкненням до виходу АІС конденсатора, що дозволяє приєднати до виходу активно-індуктивне навантаження.
Примітка: реактор на вході АІС може бути відсутнім або мати невелику індуктивність, якщо джерело має властивості джерела струму. Останнє досягається, наприклад, використанням керованого випрямляча зі зворотним зв'язком за вихідним струмом або активного випрямляча струму.
 Спосіб роботи схеми:
На вході АІС діє джерело струму, утворене джерелом ЕРС і великою індуктивністю, форма струму на виході вентильної групи прямокутна, а форма напруги визначається властивістю навантаження (рис. 1, 2). Навантаження може бути суто активним або активно-ємнісним, через те що за активно-індуктивного навантаження, струм не може миттєво змінити напрямок. У разі роботи схеми з активно-ємнісним навантаженням у мить {\displaystyle t_{1}} починають проводити тиристори {\displaystyle V_{1}}, {\displaystyle V_{2}}; у мить {\displaystyle t_{2}} тиристори {\displaystyle V_{1}}, {\displaystyle V_{2}} вимикаються, а тиристори {\displaystyle V_{3}}, {\displaystyle V_{4}} вмикаються. Струм крізь навантаження змінює напрям. Під дією струму, напруга на навантаженні змінюється по експоненті;

## Автономні інвертори напруги

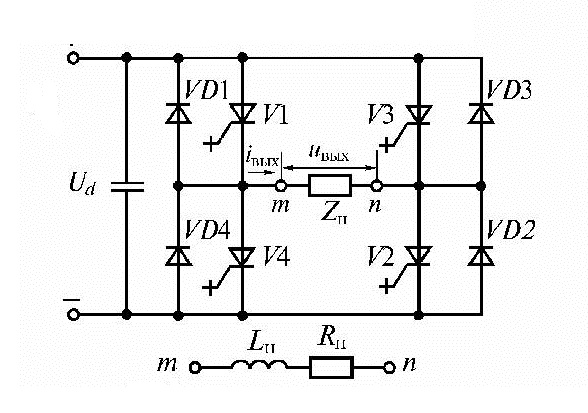
Рис.3. Автономний інвертор напруги

Автономний інвертор напруги (АІН) виробляє в навантаженні напругу, а вигляд кривої струму визначається показниками навантаження. У схемі АІН використовуються цілком керовані ключі: транзистори або тиристори, що вимикаються за колом керування. Тиристори, що не вимикаються за колом керування, використовуються у поєднанні з вузлами примусової комутації з попередньо зарядженим конденсатором.
Особливості АІН:

1. Джерело постійного струму працює в режимі джерела ЕРС. Для цього паралельно до входу АІН вмикається конденсатор достатньо великої ємності, що надає джерелу властивості генератора напруги (напруга на вході АІН незмінна). Ключі схеми перемикають джерело, чим забезпечується зміна напрямку напруги на навантаженні. Водночас вхідний струм змінюється стрибком, що не припускає наявності індуктивності на вході АІН. Для запобігання впливу індуктивності вхідних кіл, конденсатор фільтру встановлюється біля ключів АІН.

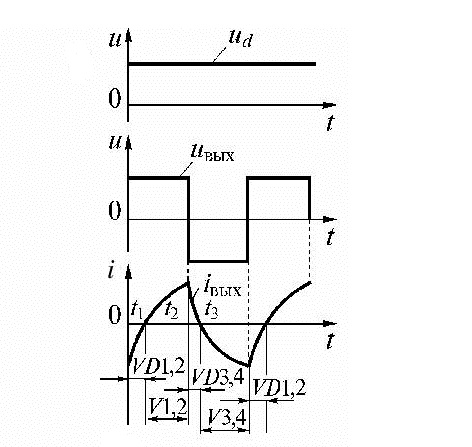
Рис.4. Діаграми напруги та струму при роботі АІН

2. Схема вентильного комутатора повинна мати двобічну провідність, що і забезпечує обмін енергією між активно-індуктивним навантаженням і джерелом (конденсатором на вході, якщо використовується випрямляч з однобічною провідністю).
Примітка: для передавання реактивної енергії (і активної) в мережу можна використовувати ведений мережею інвертор або активний випрямляч.
Спосіб роботи схеми :
На вході АІН діє джерело ЕРС, напруга на виході вентильної групи прямокутна, а форма струму визначається різновидом навантаження. Напруга на навантаженні перемикається миттєво, тому навантаження може бути активним або активно-індуктивним. (рис.3, 4). При роботі схеми з активно-індуктивним навантаженням у мить {\displaystyle t_{1}} починають проводити тиристори {\displaystyle V_{1}}, {\displaystyle V_{2}}. Під дією прикладеної напруги струм наростає по експоненті. У мить {\displaystyle t_{2}} тиристори {\displaystyle V_{1}}, {\displaystyle V_{2}} вимикаються, але струм крізь навантаження йде в тому ж напрямку крізь діоди {\displaystyle VD_{3}}, {\displaystyle VD_{4}} завдяки енергії, запасеної в індуктивності, при цьому напруга на навантаженні вже змінила знак, а струм поступово спадає. У мить {\displaystyle t_{3}} струм дорівнює нулю і вмикаються тиристори {\displaystyle V_{3}} і {\displaystyle V_{4}}, полярність напруги у цьому разі не змінюється, а струм змінює напрямок. Діоди призначені для повернення реактивної енергії в джерело живлення. Конденсатор {\displaystyle C_{d}} її приймає.
Улаштування автономного інвертора

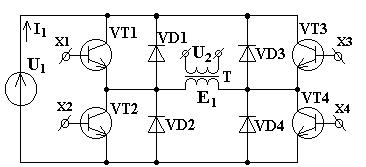
Рис.5. Мостова схема транзисторного інвертора напруги

Взагалі, структура інвертора містить такі складові:
– вхідний фільтр (Ф1), що забезпечує необхідну якість вхідного струму (напруги), надання джерелу енергії властивостей, що забезпечують нормальну роботу схеми вентильного комутатора, а також зменшує негативний вплив на джерело та інші споживачі енергії;
– вентильний комутатор (ВК) у подальшому безпосередньо інвертор, що разом із перетворенням, забезпечує регулювання показників змінного струму — частоти і амплітуди. Вихідний сигнал, зазвичай, має вигляд імпульсів, фронти яких мають значну крутовину і, як наслідок, складний гармонійний спектр. Це погано впливає на роботу споживача енергії, а також призводить до значних додаткових витрат під час передавання енергії на відстань;
– вихідний трансформатор (TV) для узгодження вихідної напруги з напругою споживача, що може бути поєднаним безпосередньо зі схемою комутатора. Інколи, використовується для отримання багаторівневої кривої вихідної напруги;

– вихідний фільтр (Ф2), що забезпечує якість вихідної напруги на потрібному рівні для передавання і споживання. Ємність у інверторів струму є необхідною для нормального функціонування схеми. Відзначимо, що не всі ці елементи є обов'язковими у певній схемі інвертора. Так, у інверторі напруги обов'язковими звичайно є Ф1 і ВК, в інверторі струму до них додається Ф2.

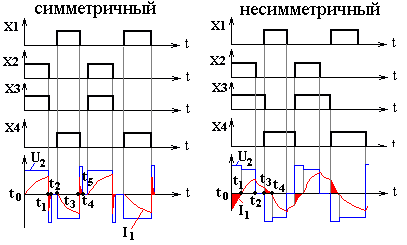
Рис.6. Діаграми керування ключовими елементами інвертора напруги

### Транзисторні інвертори напруги
- Мостова схема транзисторного інвертора напруги

Мостова схема інвертора напруги застосовується на великих потужностях при підвищеному рівні напруги джерела живлення. Сигнали керування {\displaystyle X_{1}} … {\displaystyle X_{4}} надходять таким чином, що в кожному півперіоді два транзистора увімкнені, а два інших вимкнені.
Існує два алгоритми керування ключовими елементами інвертора напруги: симетричний і несиметричний. На рисунку наведено часові залежності струмів і напруг для цих двох алгоритмів. Розглянемо спосіб дії інвертора з симетричним керуванням.
З подаванням керувальних імпульсів {\displaystyle X_{1}}, {\displaystyle X_{4}} на транзистори {\displaystyle VT_{1}}, {\displaystyle VT_{1}} на інтервалі часу {\displaystyle t_{3}}…{\displaystyle t_{4}}, струм протікає контуром: «+» {\displaystyle U_{1}}; колектор емітер {\displaystyle VT_{1}}; обмотка трансформатора ({\displaystyle T}) в первинному колі; колектор-емітер {\displaystyle VT_{4}}; «-» {\displaystyle U_{1}}. На цьому ж інтервалі накопичується реактивна енергія в колі намагнічування трансформатора {\displaystyle T}, відбувається плавне наростання струму у первинному колі за експоненціальним законом.
На проміжку {\displaystyle t_{4}}…{\displaystyle t_{5}} здійснюється рекуперація енергії в джерело {\displaystyle U_{1}} крізь зворотні діоди по контуру: «+» {\displaystyle U_{1}}; {\displaystyle VD_{3}}; протилежний зміст по відношенню до {\displaystyle U_{1}}; {\displaystyle VD_{2}}; «-» {\displaystyle U_{1}}. Струм джерела спадає до нуля.
У плечі моста інвертора напруги, досить керувати одним ключем для здійснення усталення напруги на виході інвертора ({\displaystyle U_{2}}), інший ключ можна утримувати в відкритому стані, що усуває вплив інвертора на вхідне джерело. Розглянемо спосіб дії інвертора за несиметричного алгоритму керування.
На проміжку часу {\displaystyle t_{0}}…{\displaystyle t_{2}} за період роботи другого і третього ключів в колі намагнічування трансформатора {\displaystyle T} накопичилася реактивна енергія. На інтервалі {\displaystyle t_{2}}…{\displaystyle t_{3}} відбувається рекуперація енергії в навантаження по контуру: «+» {\displaystyle U_{1}}; {\displaystyle VD_{1}}; колектор-емітер {\displaystyle VT_{3}}; «-» {\displaystyle U_{1}}. Якщо на даному відрізку струм {\displaystyle I_{1}} не знизився до нуля (тобто струм не поміняв свій знак), то на інтервалі {\displaystyle t_{3}}…{\displaystyle t_{4}} енергія передається в джерело по контуру: «+» ЕРС ({\displaystyle U_{1}}); {\displaystyle VD_{1}}; протилежний зміст по відношенню до {\displaystyle U_{1}}; {\displaystyle VD_{4}}; «-» {\displaystyle U_{1}}, при цьому утворюється «поличка» в формі напруги {\displaystyle U_{2}}.
- Напів-мостовий транзисторний інвертор напруги

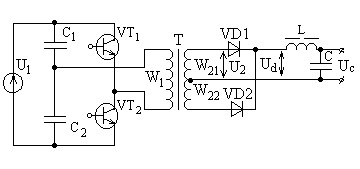
Рис.7. Пів-мостовий транзисторний інвертор напруги

Принцип роботи схеми полягає в почерговому увімкненні транзисторами {\displaystyle VT_{1}}, {\displaystyle VT_{2}} первинної обмотки трансформатора до конденсаторів {\displaystyle C_{1}} і {\displaystyle C_{2}}. На інтервалі часу {\displaystyle t_{2}}…{\displaystyle t_{3}} відбувається заряд конденсатора {\displaystyle C_{1}} по колу: «+»; {\displaystyle U_{1}}; З 1; обмотка трансформатора первинного кола {\displaystyle W_{q}}; колектор-емітер {\displaystyle VT_{2}}; «-» {\displaystyle U_{1}}. На цьому ж проміжку відбувається розряд конденсатора {\displaystyle C_{2}} по колу: «+» {\displaystyle C_{2}}; обвитка трансформатора первинного кола {\displaystyle W_{1}}; колектор-емітер {\displaystyle VT_{2}}; «-» {\displaystyle U_{1}}.
До переваг схеми інвертора можна віднести: незначні втрати в силовому колі за рахунок комутації одного ключа на кожному такті роботи схеми. Завдяки конденсатору підтримується рівновага струмів у схемі за період роботи, що усуває виникнення асиметричного режиму намагнічування трансформатора. Водночас, у цій схемі малий рівень зворотної напруги на ключах, через це схема може використовуватися за високих вхідних напруг.
- Транзисторний інвертор напруги з середньою точкою

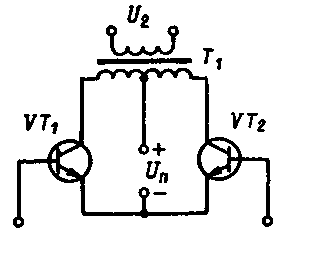
Рис.8. Транзисторний інвертор напруги з середньою точкою

Ця схема інвертора найбільш поширена в низьковольтних перетворювачах-інверторах. Особливістю даної схемі є те, що первинна обмотка вихідного трансформатора має вивід від середини. За кожен півперіод напруги почергово працює один транзистор і одна пів-обмотка трансформатора. Дана схема відрізняється найбільшим ККД, низьким рівнем пульсацій. Досягається це завдяки зменшенню струму в первинній обвитці і зменшенню потужності, що розсіюється в ключових транзисторах.
Попри те, що в цьому інверторі застосовується трансформатор з виводом від середньої точки первинної обмотки і до транзисторів прикладається подвійна напруга, він має певні переваги перед мостовим і пів-мостовим інверторами. Порівняно з ним, мостовий інвертор має вдвічі більшу кількість ключів, а у пів-мостового, ключі навантажено подвоєним струмом навантаження. Обов'язковою складовою інвертора є трансформатор, що має відвід від середньої точки первинної обмотки. Під час виготовлення такого трансформатора, гостро постає проблема забезпечення доброго магнітного зв'язку між половинками первинної обвитки (низької індуктивності розсіювання). Зазвичай, у малопотужних перетворювачах, цей трансформатор має тороїдальну будову і обидві половинки первинної обвитки мотаються разом (в два дроти). Якщо ж обвитку неможливо мотати в два дроти (наприклад у потужних трансформаторах), то її секційну й окремі секції половинок первинної обвитки, намотують упереміш. Зазвичай, в намотаних такими способами трансформаторах, вдається знизити індуктивність розсіювання між половинками первинної обвитки до деяких допустимих меж. Але навіть у цьому разі, якщо не вживати особливих заходів, на перемикальних транзисторах з'являються небезпечні викиди напруги, здатні пошкодити транзистор.
Сплески напруги імпульсів в половині первинної обмотки, зростають до значення {\displaystyle U_{\text{живл}}}, а напруга {\displaystyle U_{\text{ек}}} на кожному транзисторі досягає значення {\displaystyle 2U_{\text{живл}}} (ЕРС самоіндукції + {\displaystyle U_{\text{живл}}}). Середній струм крізь кожен транзистор дорівнює половині струму живлення від мережі живлення.

## Дворівневі автономні інвертори напруги
Автономний інвертор напруги (АІН) створює в навантаженні напругу, а форма струму визначається показниками навантаження. У схемі АІН використовуються повністю керовані ключі: транзистори або тиристори, що вимикаються за колом керування. Тиристори, котрі не вимикаються за колом керування, використовуються у поєднанні з вузлами примусової комутації з попередньо зарядженим конденсатором. Дворівневі АІН живляться від джерела постійного струму з двома рівнями напруги (0, U).
Особливості АІН:
1. Джерело постійного струму працює в режимі джерела ЕРС. Для цього паралельно до входу АІН вмикається конденсатор достатньо великої ємності, що надає джерелу властивості генератора напруги (напруга на вході АІН незмінна). Ключі схеми перемикають джерело, чим забезпечується змінювання значення і напрямку напруги на навантаженні. Водночас вхідний струм змінюється стрибком, що не припускає наявності індуктивності на вході АІН. Для усунення впливу індуктивності вхідних кіл конденсатор фільтра встановлюється безпосередньо біля ключів АІН.
2. Схема вентильного комутатора повинна мати двобічну провідність, що і забезпечує обмін енергією між активно-індуктивним навантаженням і джерелом (конденсатором на вході, якщо використовується випрямляч з однобічною провідністю). Примітка: для передавання реактивної енергії (і активної) в мережу можна використовувати ведений мережею інвертор або активний випрямляч.
Базові схеми дворівневих автономних інверторів напруги
Схемотехніка АІН різноманітна: від простих малопотужних схем генераторів, що застосовують у промисловій електроніці, до багаторівневих інверторів потужністю декілька МВт на напругу до 10 кВ. У цьому навчальному посібнику обмежимося лише основними схемами, котрі використовуються для силових перетворювальних пристроїв. Варто зазначити, що способи улаштування їх схем загалом нагадують знайомі нам основні схеми випрямлячів — нульову і мостову, проте виконують зворотне завдання. Нульова схема однофазного АІН (з нульовим виводом трансформатора) представлена на рисунку 4.22. Схема містить два ключі VT1, VD1 і VT2, VD2, а також трансформатор, первинна обвитка якого розподілена на дві половини (з кількістю витків w1) і має вивід від середини (нульовий). Як ключі, використано транзистори зі зворотними діодами, що забезпечує їх двобічну провідність (діод вмикається у разі вимкнення транзистора іншого ключа, доки струм не зменшився до нуля). Це пов'язано з тим, що обвитка реального трансформатора має певну, хоча і невелику, індуктивність. Відповідно струм у обвитці має деякий зсув (відстає) від напруги. Ключі одним виводом (у цьому випадку емітер) з'єднані між собою, інші їх виводи приєднані до крайніх виводів первинної обвитки. Джерело постійного струму увімкнено між спільною точкою ключів і нульовим виводом первинної обвитки трансформатора. Навантаження приєднано до вторинної обвитки трансформатора TV з кількістю витків w2.
Схема працює у такий спосіб (для спрощення нехтуємо індуктивним опором обвиток — трансформатор взірцевий). Під час вмикання VT1 ліва на рисунку 9 половина обвитки TV приєднана до джерела і напруга на ній дорівнює u1=U (з полярністю на рисунку 9 без дужок), струм в ній і1. Така ж напруга внаслідок явища взаємоіндукції виникає і на правій половині первинної обвитки. Водночас, на навантаженні отримуємо напругу u2=nU (з урахуванням коефіцієнта трансформації n=w1/w2). Напруга, що прикладена до вимкненого в цей час транзистора VT2 дорівнює напрузі усієї первинної обвитки і становить 2U. Так утворюється додатний півперіод вихідної напруги. Від'ємний напів-період утворюється під час вмикання VT2 (VT1- вимкнений). Основною вадою схеми є необхідність використання вихідного трансформатора, що як і в нульовій схемі випрямлення має завищену потужність. Ключі розраховані на подвійну напругу джерела. У разі використання широтно-імпульсної модуляції, є обмеження — вихідна напруга бере лише два значення +nU, -nU (можлива лише двополярна ШІМ). Внаслідок цього схема має обмежене використання за незначної потужності, де суттєво зменшення кількості ключів. Добрим у цьому разі є те, що у разі використання схеми зі спільним емітером, кола керування (UK1 і UK2) мають спільну точку і не потребують гальванічної розв'язки. Найбільш поширеними, є мостові схеми інверторів, котрі використовуються як самостійно, так і входять до складу більш складних пристроїв.

## Резонансні автономні інвертори

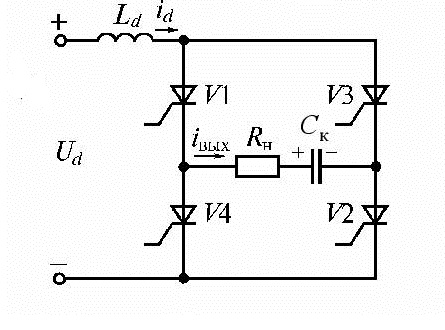
Рис.10. Резонансний автономний інвертор

Резонансний автономний інвертор (РАІ) — це інвертор, на вході і на виході вентильної групи якого струм переривчатий, а форма напруги на виході визначається навантаженням (рис.5, 6). У цих інверторів періодичний характер електромагнітних процесів в навантаженні обумовлений коливальними властивостями LC-контуру інвертора. Водночас можливі три способи з'єднання LC-контуру і навантаження:
- послідовне увімкнення навантаження в послідовний LC-контур — послідовні резонансні інвертори;
- паралельне приєднання навантаження до L або С частини LC-контуру;
- приєднання навантаження паралельно лише до частини С контуру.

Ці три види увімкнення навантаження визначають три різновиди резонансних інверторів:
- паралельний; Рис.11. Діаграми напруги та струму при роботі РАІ
- послідовно-паралельний;
- послідовний.

Спосіб роботи схеми :
У РАІ повинна виконуватися умова :

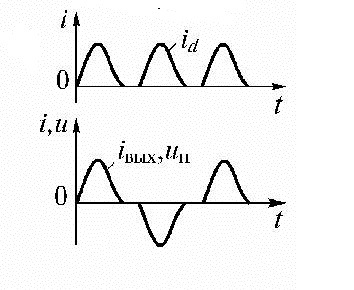
Рис.11. Діаграми напруги та струму при роботі РАІ

За виконання цієї умови, процеси під час вмикання тиристорів носять коливальні властивості. При вмиканні {\displaystyle V_{1}} і {\displaystyle V_{2}} проходить півхвиля струму і конденсатор {\displaystyle C_{\text{к}}} заряджається з указаною полярністю. Після переходу струму через нуль тиристор запирається. Під час вмикання {\displaystyle V_{3}} і {\displaystyle V_{4}} напруга джерела і напруга на конденсаторі {\displaystyle C_{\text{к}}} діють узгоджено, струм проходить в протилежному напрямку, конденсатор перезаряджається {\displaystyle V_{3}} і {\displaystyle V_{4}} закриваються при спаді струму до нуля. Напруга на навантаженні {\displaystyle R_{\text{н}}} повторює форму струму.

## Застосування інверторів
Завдяки своїм властивостям, інвертори знаходять широке застосування — від сонячних електростанцій до високовольтних ліній електропередавання постійного струму. В регульованих електроприводах з асинхронними двигунами трифазного струму, інвертори застосовують у тягових електроприводах електровозів, електропоїздів, тепловозів, системах кондиціювання (див. інверторний кондиціонер), зварювальних апаратах, побутових світильниках денного світла, системах живлення комп'ютерів, телевізорів тощо.

## Вимоги до інверторів

Приклад напруги ШІМ, модульованої вервечкою імпульсів. Фільтр нижніх частот з послідовними котушками індуктивності і шунтувальними конденсаторами, потрібний для придушення частоти перемикання. Після фільтрації це забезпечує майже синусоїдальний вигляд хвилі. Складники фільтрації менші та зручніші, ніж ті, які необхідні для згладжування модифікованої синусоїди до відповідної гармонічної частоти.

До автономних інверторів і перетворювачів частоти, висуваються такі вимоги:
- забезпечення якнайбільшого ККД;
- якнайменша встановлена потужність окремих вузлів і складників;
- можливість широкого регулювання вихідної напруги;
- забезпечення сталості вихідної напруги під час зміни величини і характеру навантаження, а також вхідної напруги;
- забезпечення синусоїдальної або близької до синусоїдальної форми кривої вихідної напруги;
- здатність регулювання в певних межах вихідної частоти, що перш за все треба в установках вентильного електроприводу;
- можливість роботи в режимі холостого ходу;